# Wilhelm Grimmelmann
Herman Johan Wilhelm Grimmelmann (født 15. januar 1893 i Asendorf, Niedersachsen, Tyskland, død 8. december 1958 i West Haven, Connecticut, USA) var en dansk gymnast medlem af KSG i København. 
Grimmelmann kom til Danmark med sine tyske forældre som femårig i 1899, og de bosatte sig på Nørrebro i København.
Wilhelm Grimmelmann vandt en bronzemedalje under OL 1912 i Stockholm. Han var med på det danske hold som kom på en tredjeplads i holdkonkurrencen for hold i frit system. Norge vandt konkurrencen.